# John Speed
Pour les articles homonymes, voir Speed.
John Speed est un historien et cartographe anglais né en 1551 ou 1552 à Farndon, dans le Cheshire, et mort le 28 juillet 1629 à Londres.

## Biographie
Passionné de théologie, John Speed travaille avec Hugh Broughton (en) vers la fin des années 1580 à la publication de A Concent of Scripture, une étude de la chronologie de la Bible qui comprend plusieurs cartes. Lorsque Broughton est contraint de quitter l'Angleterre, John Speed récupère ses généalogies bibliques et les publie en 1592. Il obtient ultérieurement le privilège de les insérer dans la Bible du roi Jacques à partir de 1610.
Speed présente ses travaux cartographiques à la reine Élisabeth Ire et à son successeur Jacques Ier, ce qui lui vaut le droit à ses propres armoiries vers 1606. Il est l'auteur des cartes qui apparaissent dans le Britannia de William Camden en 1600. Son œuvre majeure est une History of Great Britain accompagnée d'un atlas, The Theatre of the Empire of Great Britaine, publiés en 1611-1612. Puisant à de nombreuses sources, ainsi qu'à ses propres recherches sur le terrain, cet atlas inclut notamment une série de plans de soixante-treize villes de Grande-Bretagne, dont une cinquantaine qui n'avaient jamais été cartographiées jusqu'alors. Il reste une œuvre de référence jusqu'au milieu du XVIIIe siècle.
Touché par la cécité vers le milieu des années 1620, John Speed publie encore un dernier ouvrage, A Prospect of the most Famous Parts of the World, en 1627. Il s'agit du premier atlas mondial publié sous le nom d'un auteur anglais, bien que Speed ne semble pas avoir joué un rôle majeur dans sa préparation, à en juger par sa qualité réduite. Il meurt le 28 juillet 1629, à l'âge de soixante-dix-sept ans, et est inhumé en l'église St Giles-without-Cripplegate de Londres, où un monument en sa mémoire est érigé.

## Œuvres

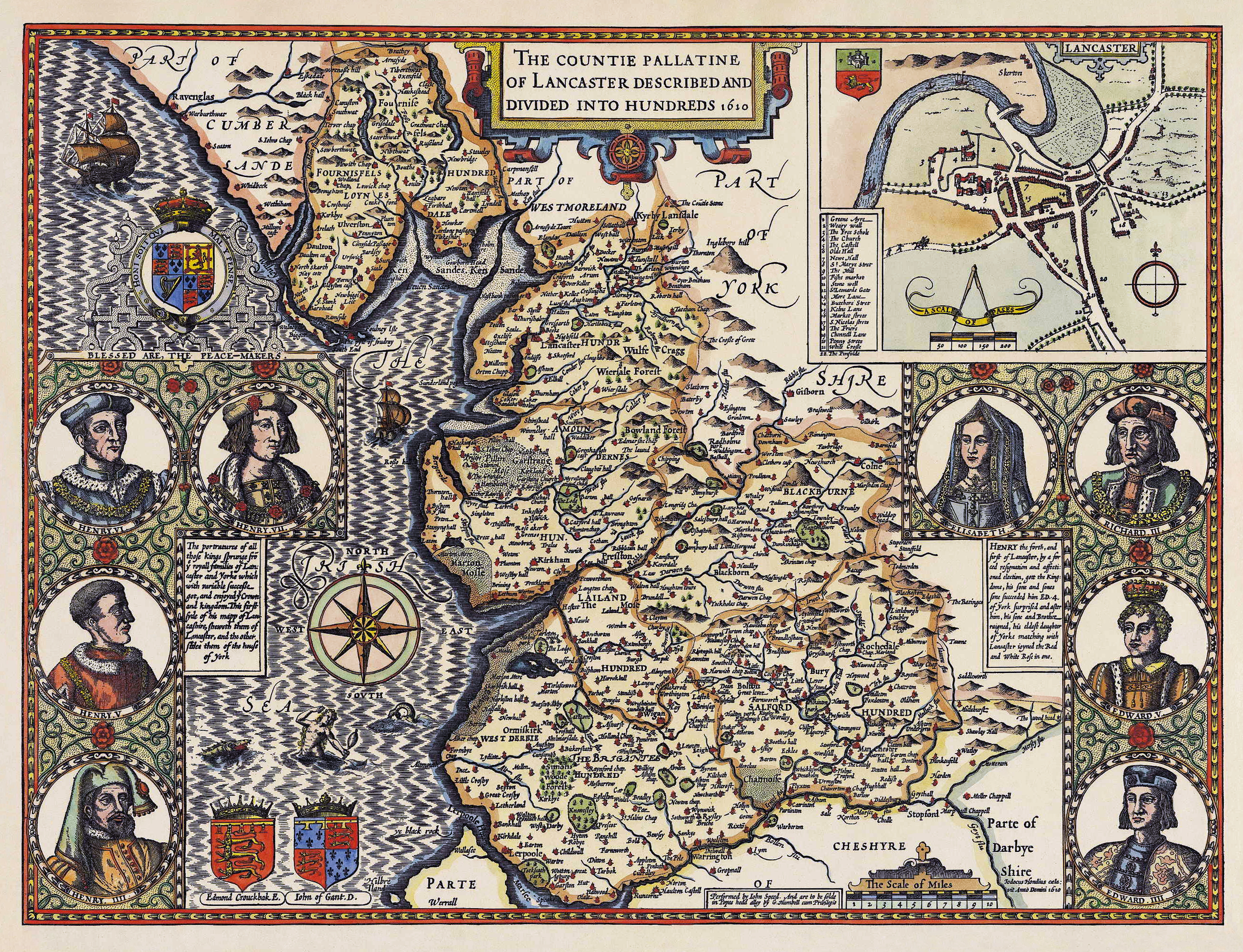
Carte du Lancashire parue dans The Theatre of the Empire of Great Britaine.

- 1592 : Genealogies Recorded in the Sacred Scriptures
- 1595 : A direction to finde all those names expressed in that large table of genealogies of scripture, lately gathered
- 1600 : A Description of the Civill Warres of England
- 1611-1612 : A History of Great Britain
- 1611-1612 : The Theatre of the Empire of Great Britaine
- 1616 : A Clowd of Witnesses: and they the Holy Genealogies of the Sacred Scriptures
- 1627 : A Prospect of the Most Famous Parts of the World